# HILCA
Die Hierarchische Individualisierte Limit Conjoint-Analyse (HILCA) ist eine von Markus Voeth entwickelte Variante der Conjoint-Analyse. Sie ermöglicht sowohl die Aufnahme einer großen Anzahl von Merkmalen als auch die Abbildung von Kaufabsichtsentscheidungen. Dies ermöglichte bis dato keine Variante der Conjoint-Analyse.
In Kooperation mit dem Unternehmen McKinsey & Company sowie der Gesellschaft für Konsumforschung (GfK) wurde das Verfahren inzwischen zu einer für die Marktforschungspraxis einsetzbaren Conjoint-Software weiterentwickelt. Die Software-Implementierung wurde im Jahr 2008 mit dem „Innovationspreis 2008 der deutschen Marktforschung“ des Berufsverbandes deutscher Markt- und Sozialforscher ausgezeichnet.

## Problemstellung
Die Analyse von Kaufentscheidungsprozessen stellt eines der zentralen Aufgabenfelder im Marketing dar. Zu Analysezwecken wird hierbei häufig das Nutzen-Konstrukt herangezogen. Die Conjoint-Analyse ist eine multivariate Methode, deren Haupteinsatzgebiet die Präferenz- und Nutzenmessung darstellt. Allerdings erlaubt die traditionelle Conjoint-Analyse (TCA) nur die Berücksichtigung einer begrenzten Anzahl von Attributen und ist zudem für die Analyse von Kaufentscheidungen nur eingeschränkt einsetzbar. Im Wesentlichen weist die TCA damit folgende zwei Schwächen auf: zum einen erlaubt die TCA nur eine geringe Anzahl von Merkmalen und zum anderen ist die Prognose von Kaufentscheidungen bei der TCA kaum möglich, da hier nur Präferenzinformationen erhoben werden, die die Möglichkeit des Nicht-Kaufens nicht zulassen. Um diese Schwächen zu beseitigen, wurden verschiedene Varianten entwickelt. Eine Übersicht über die entwickelten Ansätze soll die folgende Abbildung geben.
Die Übersicht über die bislang verbreiteten Conjoint-Verfahren (vgl. Abbildung) zeigt, dass praktisch alle Verfahrensvarianten nur einen der angeführten zentralen Kritikpunkte an der TCA fokussieren: entweder es soll eine größere Anzahl an Merkmalen aufgenommen werden oder eine Verbesserung der Kaufentscheidungsprognosefähigkeit herbeigeführt werden. Ziel der HILCA ist sowohl die Integration einer größeren Merkmalszahl, als auch eine möglichst realistische Abbildung von Kaufentscheidungen.

## Grundgedanke der HILCA
Die HILCA versucht den beschriebenen TCA-Problemen der mangelhaften Kaufentscheidungsprognosefähigkeit und der geringen Merkmalszahl in einem Ansatz zu entsprechen. Eine verbesserte Prognosefähigkeit von Kaufentscheidungen wird dabei durch Berücksichtigung der Idee der Limit Conjoint-Analyse erreicht. Um auf der anderen Seite eine größere Merkmalszahl innerhalb des Verfahrens abbilden zu können, greift die HILCA auf das Theoriegerüst der Informationsverarbeitungstheorie (IVT) zurück. Diese geht davon aus, dass Individuen zur Vermeidung kognitiver Überlastung bei komplexen Beurteilungsaufgaben eine Hierarchisierung und anschließend eine sukzessive Bearbeitung der zu verarbeitenden Informationsblöcke vornehmen. Bezogen auf das multiattributive Beurteilungsproblem innerhalb der Conjoint-Analyse bedeutet dies, dass Probanden in einem ersten Schritt die Beurteilungsalternativen aus der weiteren Analyse ausschließen, die über K.O.-Ausprägungen verfügen und aus der Gesamtzahl der zur Verfügung stehenden Merkmale die für sie wichtigen Merkmale extrahieren, anhand derer die Beurteilung der Objekte vorgenommen wird. Übersteigt die Anzahl dieser Merkmale dabei die maximale Merkmalsanzahl, die wegen begrenzter kognitiver Kapazität parallel in Trade-Offs betrachtet werden kann, so zerlegen Individuen die Gruppe aller wichtigen Merkmale in Untergruppen. Besonders wichtige Merkmale werden dabei am intensivsten im Vergleich zueinander beurteilt, weniger wichtige Merkmale werden hingegen anschließend in abgestufter Intensität betrachtet.

## Ablaufschritte der HILCA
Um diesen Grundgedanken umzusetzen, werden computergestützte Interviews mit Probanden geführt. Bei diesen Interviews werden folgende Erhebungsschritte durchlaufen:
1. Auswahl relevanter Merkmale
2. Kompositionelle Bewertung der Ausprägungen relevanter Merkmale und Benennung von K.O.-Ausprägungen
3. Dekompositionelles Rating von Produktkonzepten
4. Setzen der Limit-Grenze (Benennung eines Rating-Wertes, der akzeptable und nicht-akzeptable Stimuli voneinander trennt)

Auswahl relevanter Merkmale: Hier erhält der Proband eine vollständige Liste aller Merkmale und Merkmalsausprägungen. Er wählt die Merkmale aus, auf die er beim Kauf dieses Produkts achtet. Wird ein Merkmal nicht ausgewählt, so ist davon auszugehen, dass es für den Probanden bei der Entscheidung keine Rolle spielt. Daher wird es im weiteren Verlauf der Erhebung nicht mehr beachtet.
Kompositionelle Bewertung der Ausprägungen relevanter Merkmale und Benennung von K.O.-Ausprägungen: Aus der Gruppe der zuvor als beachtenswert eingestuften Merkmale sollen nun die Merkmale extrahiert werden, auf die der Proband in besonderem Maße wert legt und mit dessen Ausprägungen er sich im Kaufentscheidungsprozess daher vermutlich intensiver auseinandersetzt. Um diese (Conjoint-)Merkmale zu ermittelt, werden dem Probanden die zuvor von ihm ausgewählten Merkmale nacheinander mit ihren jeweiligen Ausprägungen vorgelegt. Der Proband hat nun jede einzelne Ausprägung auf einer Punkteskala von 0 (Ausprägung ist inakzeptabel, K.O.-Ausprägung) bis 100 zu bewerten. Um eine erste Einschätzung der Bedeutung der als relevant eingestuften Merkmale abzuleiten und hierdurch die der anschließenden conjoint-analytischen Untersuchungsaufgabe zugrunde liegenden Merkmale zu bestimmen, wird die maximale Spanne der Punktbewertungen der nach Ausschluss der K.O.-Ausprägungen verbleibenden Ausprägungen für jedes Merkmal ermittelt. Durch Vergleich dieser Spannen können die besonders bedeutsamen Merkmale abgeleitet werden. So ist davon auszugehen, dass vor allem den Merkmalen mit hohen Spannen eine besondere Bedeutung für die Nutzenveränderung zukommt. Die anschließende conjoint-analytische Beurteilungsaufgabe wird folglich also im Hinblick auf die Merkmale mit den höchsten Spannen der vorgeschalteten kompositionellen Bewertung durchgeführt.
Dekompositionelles Rating von Produktkonzepten: Dem Probanden werden in diesem Schritt wie in der Conjoint-Analyse üblich Produktkonzepte zur vergleichenden Rating-Bewertung vorgelegt, die durch Ausprägungen der fünf individuell wichtigsten Merkmale gekennzeichnet sind. Hier wird mit orthogonalen Haupteffekte-Designs gearbeitet, die bei größtmöglicher Reduzierung der Anzahl zu bewertender Stimuli die Abbildung aller Haupteffekte ermöglichen. In Abhängigkeit von der Anzahl der Ausprägungen bei den individuell wichtigsten Merkmalen sind von den Probanden zwischen 8 und 25 Stimuli auf einer Punkteskala von 0 bis 100 zu beurteilen.
Setzen der Limit Card: Im letzten Schritt wird die so genannte Limit-Card gesetzt, um akzeptable von nicht akzeptablen Stimuli zu trennen. Zu diesem Zweck sieht der Proband noch einmal alle Produktkonzepte mit den von ihm vergebenen Punktbewertungen in absteigender Reihenfolge. Er gibt nun an, bis zu welchem Produkt ein Kauf für ihn in Frage käme. Im Einzelfall können alle oder keines der Produkte akzeptabel sein.

## Nutzenschätzung bei der HILCA
Während die Nutzenwertberechnung für die conjoint-analytisch beurteilten besonders wichtigen Merkmale bei der HILCA auf die in der Limit Conjoint-Analyse typische Art erfolgt, liegen für die übrigen wichtigen, aber nicht exponiert bedeutsamen Merkmale allein kompositionelle Nutzenbeurteilungen vor. Um die durch unterschiedliche Verfahren generierten Nutzeneinschätzungen der Merkmale vergleichbar zu machen, z. B. zum Zwecke anschließender Marktsegmentierungen, sind die kompositionellen Nutzenwerte im Skalenniveau der conjoint-analytisch generierten Nutzenwerte auszudrücken. Hierzu wird für jeden einzelnen Probanden eine Regression der zentrierten Punktwerte einzelner Merkmalsausprägungen auf die entsprechenden Nutzenwerte durchgeführt. Der erhaltene Regressionskoeffizient wird zusammen mit einer Niveaukorrektur zur Umrechnung der restlichen Punktwerte in Nutzenwerte verwendet. Dies geschieht für jeden Befragten individuell entsprechend Gleichung:
{\displaystyle U_{Pa}} = {\displaystyle P_{za}\cdot \beta \cdot {\frac {S_{n}}{S}}_{c}}
mit
- {\displaystyle U_{Pa}} = aus Punktwerten umgerechneter Teilnutzen der Ausprägung a
- {\displaystyle P_{za}}= zentrierter Punktwert der Ausprägung a (Punktwert der Ausprägung abzüglich des arithm. Mittels aller Punktwerte des Merkmals)
- {\displaystyle \beta } = Regressionskoeffizient zwischen zentrierten Punktwerten und Conjoint-Teilnutzenwerten
- {\displaystyle S_{n}} durchschnittliche Spannweite aller zentrierten Punktwerte der Merkmale, die nicht durch die Conjoint-Prozedur gelaufen sind (unwichtige Merkmale ausgenommen)
- {\displaystyle S_{c}} = durchschnittliche Spannweite aller zentrierten Punktwerte der Merkmale, die durch die Conjoint-Prozedur gelaufen sind

Im Anschluss ist der Umgang mit K.O.- und Muss-Ausprägungen festzulegen. Da Muss-Ausprägungen als wichtig gelten, sollte ihnen ein entsprechender Nutzenwert zugewiesen werden. Um das durch die Muss-Ausprägung beschriebene Merkmal nicht über- oder unterdurchschnittlich hervorzuheben, bietet es sich an, diesen Nutzenwert an dem durchschnittlichen Gewicht der Merkmale auszurichten. Es empfiehlt sich daher Muss-Ausprägungen die Hälfte der größten Spannweite über alle Merkmale zuzuweisen. Hingegen werden die K.O.-Ausprägungen bei der HILCA so behandelt, dass ihr Vorhandensein bei anschließenden Marktsimulationen automatisch zum Nicht-Kauf führt.
Bei der obigen Berechnung der Niveaukorrektur fließen die K.O.-Ausprägungen nicht in die Berechnung der zentrierten Punktwerte mit ein. D.h. das arithmetische Mittel der Punktwerte eines Merkmals, welches zur Zentrierung von jedem Punktwert des Merkmals abgezogen wird, wird ohne Einfluss des Nullwertes einer ggf. vorhandenen K.O.-Ausprägung gebildet. Auch die Spannweite der Merkmale und die daraus gebildeten durchschnittlichen Spannweiten {\displaystyle S_{n}} und {\displaystyle S_{c}} werden ohne Berücksichtigung eines ggf. vorhandenen Nullwertes einer K.O.-Ausprägung berechnet. Die Merkmale mit Muss-Ausprägung werden jedoch in die Berechnung von {\displaystyle S_{n}} mit einbezogen und erhalten entsprechend eine Spannweite von 0.

## Validierung der HILCA
Vergleichende Studien für merkmalsgestützte Verfahren zeigen dabei einerseits, dass die HILCA der in der Marktforschungspraxis im Bereich Conjoint-Analysen mit vielen Merkmalen dominierenden ACA im Hinblick auf die prädikative Validität signifikant überlegen ist. Dies wird in der Literatur u. a. damit begründet, dass die ACA allein auf einem „erhebungstechnischen Trick“ aufbaut, um mit einer großen Zahl von Merkmalen in Interviews umgehen zu können. Hingegen baut die HILCA auf den Erkenntnissen der Informationsverarbeitungstheorie auf und weist damit ein theoretisches Fundament in Bezug auf die Frage auf, wie Menschen in komplexen, multiattributiven Entscheidungssituationen die Informationsverarbeitungsaufgabe zielgerichtet bewältigen. Andererseits verdeutlichen empirische Studien zur Validität von Conjoint-Varianten, die auf die Steigerung der Zahl integrierbarer Merkmale abzielen, aber auch, dass die Validität dieser Verfahren insgesamt noch steigerungsfähig ist. Hieran wird aktuell insbesondere durch Verbesserungen im Bereich der Aktivierungs- und Kognitionsmodellierung gearbeitet.